# Homoroade
Homoroade è un comune della Romania di 1 766 abitanti, ubicato nel distretto di Satu Mare, nella regione storica della Transilvania. 
Il comune è formato dall'unione di 6 villaggi: Chilia, Homorodu de Jos, Homorodu de Mijloc, Homorodu de Sus, Necopoi, Solduba.
La sede amministrativa è ubicata nell'abitato di Homorodu de Mijloc.